# List poetycki
List poetycki – utwór pisany wierszem o charakterze lirycznym, mający formę listu do fikcyjnego lub rzeczywistego adresata.
Może posiadać cechy satyry, epiki, panegiryku, oraz elementy filozoficzne. Znanymi przykładami takiego utworu są np. starożytny „List do Pizonów” Horacego, „Do obywatela Johna Brown” Cypriana Kamila Norwida, „Do Tadeusza Różewicza, poety” Czesława Miłosza oraz „Do Ryszarda Krynickiego - list” Zbigniewa Herberta. Na przestrzeni lat posługiwali się nim również m.in. Jan Kochanowski (Marszałek), Ignacy Krasicki, Krzysztof Kamil Baczyński, Juliusz Słowacki, Stanisław Wyspiański, Daniel Naborowski oraz Stanisław Trembecki.
Listem poetyckim jest Elegia siódma Jiříego Ortena.
Píši vám, Karino, a nevím, zda jste živa,
zda nejste nyní tam, kde se už netoužívá,
zda zatím neskončil váš nebezpečný věk.